# Navegadores portugueses (selos)
Navegadores Portugueses
Navegadores Portugueses foi uma emissão base de selos em Portugal feita ao longo de um ciclo de 5 anos, como na altura era uso dos CTT para este tipo de emissões.

A primeira emissão foi em 1990, sendo os valores completados pelas emissões dos anos seguintes de 1991, 1992, 1993 e 1994. Estes selos foram todos retirados de circulação em 31 de Março de 1999.

## Tema e motivos
Os desenhos de todos os selos são de Luis Filipe Abreu, e representam as efígies dos seguintes navegadores portugueses da época dos descobrimentos:
Bartolomeu Dias		(350$00)

Bartolomeu Perestrelo	(32$00)

Diogo de Silves		(100$00)

Diogo Cão		(250$00)

Diogo Gomes		(80$00)

Duarte Pacheco Pereira	(4$00)

Estêvão Gomes		(200$00)

Fernão de Magalhães	(70$00)

Gil Eanes		(35$00)

João Gonçalves Zarco	(2$00)

D. João de Castro	(10$00)

João de Lisboa		(42$00)

João da Nova		(65$00)

João Rodrigues Cabrilho	(45$00)

Nuno Tristão		(60$00)

Pedro Álvares Cabral	(6$00)

Pedro Fernandes de Queirós	(75$00)

Pedro Lopes de Sousa	(3$00)

Tristão Vaz Teixeira	(5$00)

Vasco da Gama		(38$00)

## Emissões
Todos os selos foram emitidos em folhas 10×10 na então Imprensa Nacional - Casa da Moeda (INCM), denteados a 12 3/4 x 12 1/2.
Cada emissão foi composta de selos de 4 taxas, com a seguinte distribuição:

### Primeira emissão
Selos de 2$00, 5$00, 32$00 e 100$00, emitidos a 6 de Março de 1990.

### Segunda emissão
Selos de 35$00, 60$00, 80$00 e 250$00, emitidos a 6 de Março de 1991.

### Terceira emissão
Selos de 6$00, 38$00, 65$00 e 350$00, emitidos a 6 de Março de 1992.

### Quarta emissão
Selos de 4$00, 42$00, 70$00 e 200$00, emitidos a 6 de Abril de 1993-

### Quinta emissão
Selos de 3$00, 10$00, 45$00 e 75$00, emitidos a 29 de Abril de 1994.